# Delegado Geral da Polícia Civil
O Delegado Geral da Polícia Civil ou Chefe de Polícia, é a autoridade responsável em cada estado da Federação pelo comando global da instituição policial civil, devendo se reportar, apenas, ao Secretário de Segurança Pública e ao governador do estado, quando este diretamente o exigir.
Uma das suas principais atribuições é a escolha dos Delegados de Polícia que exercerão os cargos de confiança de Diretores dos Departamentos da Polícia Civil, os quais, após serem nomeados pelo governador, comporão o Egrégio Conselho Superior da Polícia Civil.
Cabe ao Delegado Geral, ouvido o Conselho Superior de Polícia, estabelecer as diretrizes policiais, administrativas e operacionais para o melhor emprego da instituição na prevenção e combate à incidência criminal.